# 42 (pel·lícula)
42 és una pel·lícula dramàtica esportiva biogràfica de 2013 escrita i dirigida per Brian Helgeland sobre la vida del jugador de beisbol Jackie Robinson, que vestia la samarreta número 42. La pel·lícula és protagonitzada per Chadwick Boseman com a Robinson, Harrison Ford com a Branch Rickey, Christopher Meloni com a Leo Durocher, John C. McGinley com a Red Barber, TR Knight com a Harold Parrott, Lucas Black com a Pee Wee Reese i Nicole Beharie com a Rachel Isum. 42 va ser llançada a Amèrica del Nord el 12 d'abril de 2013. Ha estat doblada al català.

## Argument
La pel·lícula explica la història de Jackie Robinson (Chadwick Boseman) i, sota la direcció de l'executiu de l'equip Branch Rickey (Harrison Ford), signa a Robinson amb els Dodgers de Brooklyn per convertir-se en el primer jugador afroamericà a trencar la barrera del color del beisbol. La història se centra sobretot en la temporada de 1947 dels Brooklyn Dodgers i una mica de la temporada 1946 amb els Reials de Montréal. Jackie Robinson i el seu equip passen per una gasolinera. A Robinson se li nega l'entrada al bany, però l'equip diu que va a buscar una altra estació de servei perquè l'assistent permeti a Robinson usar-lo. Quan Robinson surt, un caçatalents dels Dodgers s'apropa a ell i l'envia a Brooklyn. Se li ofereix un contracte de $ 600 i $ 3.500 de bo de signatura que Robinson accepta, però li diu que ha de controlar el seu temperament si vol jugar. Robinson li proposa matrimoni a la seva nòvia per telèfon. Ella accepta.
En l'entrenament de primavera dels Dodgers, Robinson té èxit que suposa per a l'equip de granja dels Dodgers, Mont-real. Després d'una gran temporada amb Mont-real, el que fa l'equip després d'un entrenament de primavera a Panamà. La major part de l'equip decideix signar una petició per dir que no estan jugant amb Robinson, però el mànager, Leo Durocher (Christopher Meloni) insisteix a Robinson de jugar per als Dodgers. Durocher és suspès per un romanç amb una celebritat, deixant als Dodgers sense un mànager.
En un joc contra els Philadelphia Phillies, el mànager Ben Chapman es burla de Robinson, causant que Robinson torni al dugout i trenqui el seu bat. Després, torna al camp i enganxa un home run. Chapman se li demana que mostri al món que ha "canviat" pel que demana que prengui una fotografia amb Robinson per als diaris i portades de revistes.
El Home Run de Robinson contra un llançador dels Pittsburgh Pirates, que anteriorment havia colpejat al cap ajuda a alçar-se amb la banderola de la Lliga Nacional amb els Dodgers, enviant-los a la Sèrie Mundial, on es perdria en set jocs davant els Yankees de Nova York.

## Repartiment
- Chadwick Boseman com a Jackie Robinson
- Harrison Ford com a Branch Rickey
- Andre Holland com a Wendell Smith
- Christopher Meloni com a Léo Durocher
- John C. McGinley com a Red Barber
- Lucas Black com a Pee Wee Reese
- Alan Tudyk com a Ben Chapman
- Nicole Beharie com a Rachel Isum Robinson
- C. J. Nitkowski com a Dutch Leonard[1]
- Brett Cullen com a Clay Hopper
- Ryan Merriman com a Dixie Walker
- T. R. Knight com a Harold Parrott
- Hamish Linklater com a Ralph Branca
- Max Gail com a Burt Shotton

## Recepció

### Crítica
42 va rebre crítiques positives. A Rotten Tomatoes, té una valoració de 79%, basada en 184 crítiques, amb una nota mitjana de 6.8/10. El consens del web diu: "42 és una biografia franca, inspiradora i explicada amb respecte d'una icona de l'esport americà, encara que pot ser una mica massa conservadora i antiquada per a alguns". A Metacritic, la pel·lícula té un 62 sobre 100, basat en 39 crítics, que indica "crítiques favorables en general".
La vídua de Jackie Robinson, Rachel Robinson, va col·laborar en la producció de la pel·lícula i ha lloat el resultat final, dient: "Per a mi era important perquè volia que fos una cosa autèntica. Volia que sortís bé. No volia que en fessin un "negre enfadat" o algun altre estereotip i, per tant, per a mi era important ser-hi. M'agrada molt la pel·lícula. N'estic satisfeta. És autèntica i també és molt potent".

### Taquilla
La pel·lícula va recaptar 27.3 milions de dòlars en el primer cap de setmana, el millor inici d'una pel·lícula de beisbol en la història de Hollywood. Només es va estrenar als Estats Units i al Canadà, i la pel·lícula va acabar recaptant 95.020.213 dòlars.